# Gae Aulenti

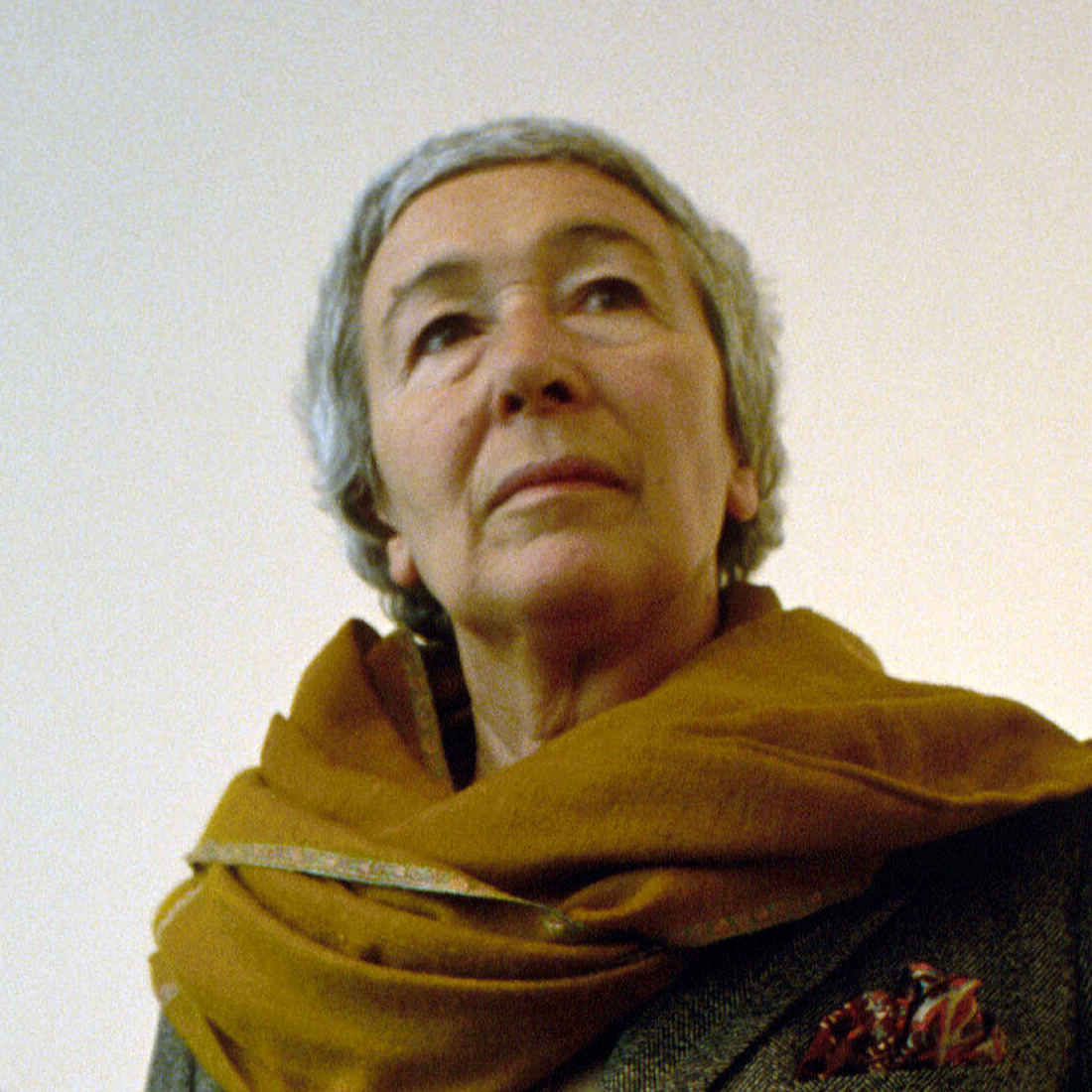
Gae Aulenti, 1986

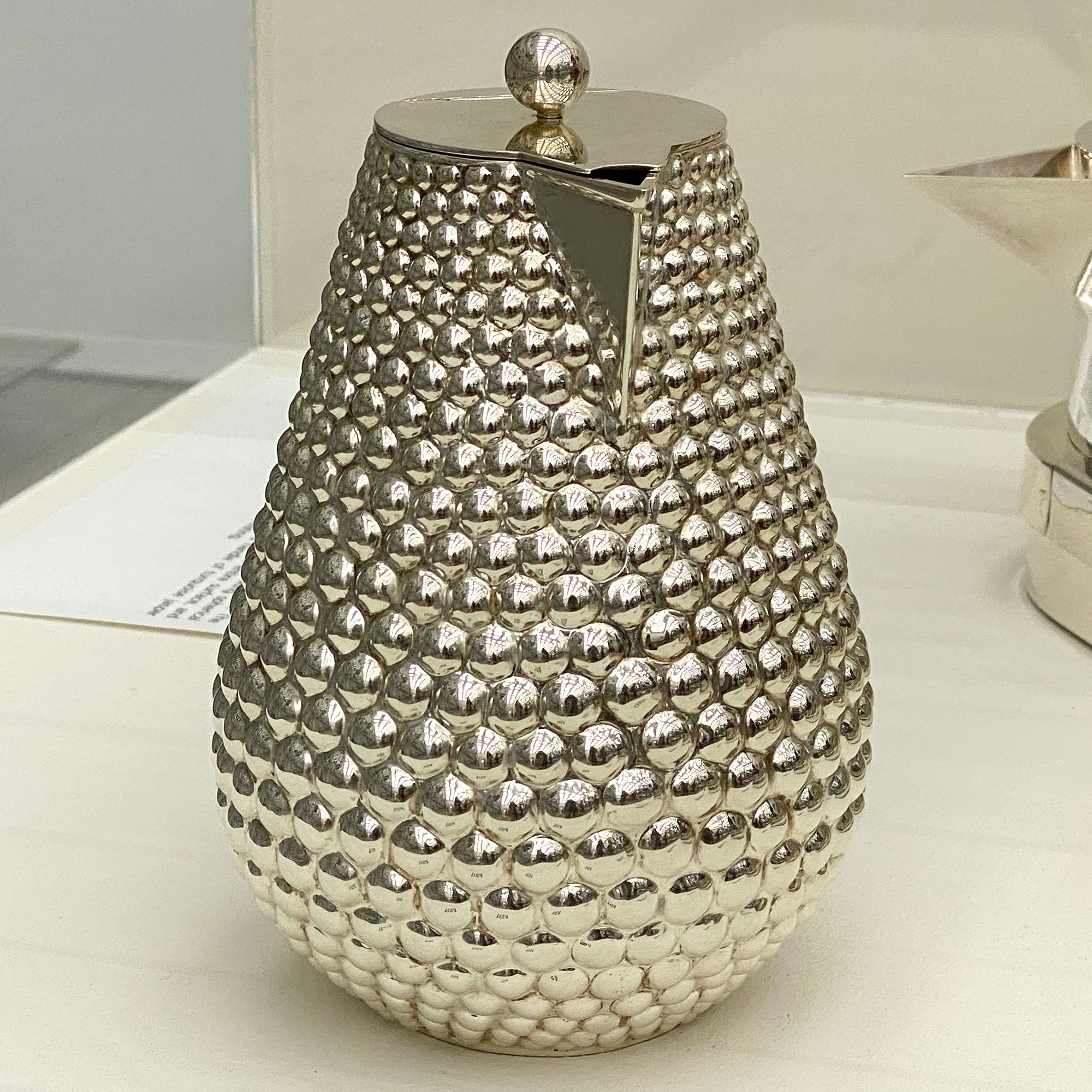
Aus Silber gestaltete Teekanne, entworfen von der Architektin und Produktdesignerin Gae Aulenti, November 1993

Gaetana „Gae“ Aulenti (* 4. Dezember 1927 in Palazzolo dello Stella, Provinz Udine, Italien; † 31. Oktober 2012 in Mailand) war eine italienische Architektin, Innenarchitektin, Gestalterin und Architekturtheoretikerin. International bekannt wurde sie durch die Gestaltung mehrerer berühmter Museen in Paris und Barcelona.

## Leben
Gae Aulenti erwarb 1954 ihr Diplom für Architektur am Politecnico di Milano. Anschließend arbeitete sie als selbstständige Designerin in Mailand und entwarf Möbel und Inneneinrichtungen unter anderem für Knoll International und Olivetti sowie Leuchten für Stilnovo und Artemide. Von 1955 bis 1965 war sie als Redakteurin und Grafikdesignerin bei der Zeitschrift Casabella-continuità (ISSN 0008-7181) tätig. 1960 bis 1962 unterrichtete sie als wissenschaftliche Assistentin Architekturkomposition (in etwa Gebäudekunde) an der Universität Venedig. 1964 bis 1967 unterrichtete sie in gleicher Funktion am Politecnico in Mailand.
Für die 13. Architektur-Triennale in Mailand 1964 entwarf sie den preisgekrönten italienischen Pavillon. Von 1966 bis 1969 war sie Vizepräsidentin der ADI, der Associazione per il Disegno Industriale (Gesellschaft für Industriedesign). 1974 wurde sie Direktoriumsmitglied bei der Zeitschrift Lotus International (ISSN 0076-101X). 1976–1979 unterrichtete sie am Laboratorio di Progettazione Teatrale (Theater-Projektlabor) in Prato. Daneben unternahm sie als Gastdozentin Reisen in die USA, nach Kanada, Spanien, Deutschland, Schweden und in den Iran.

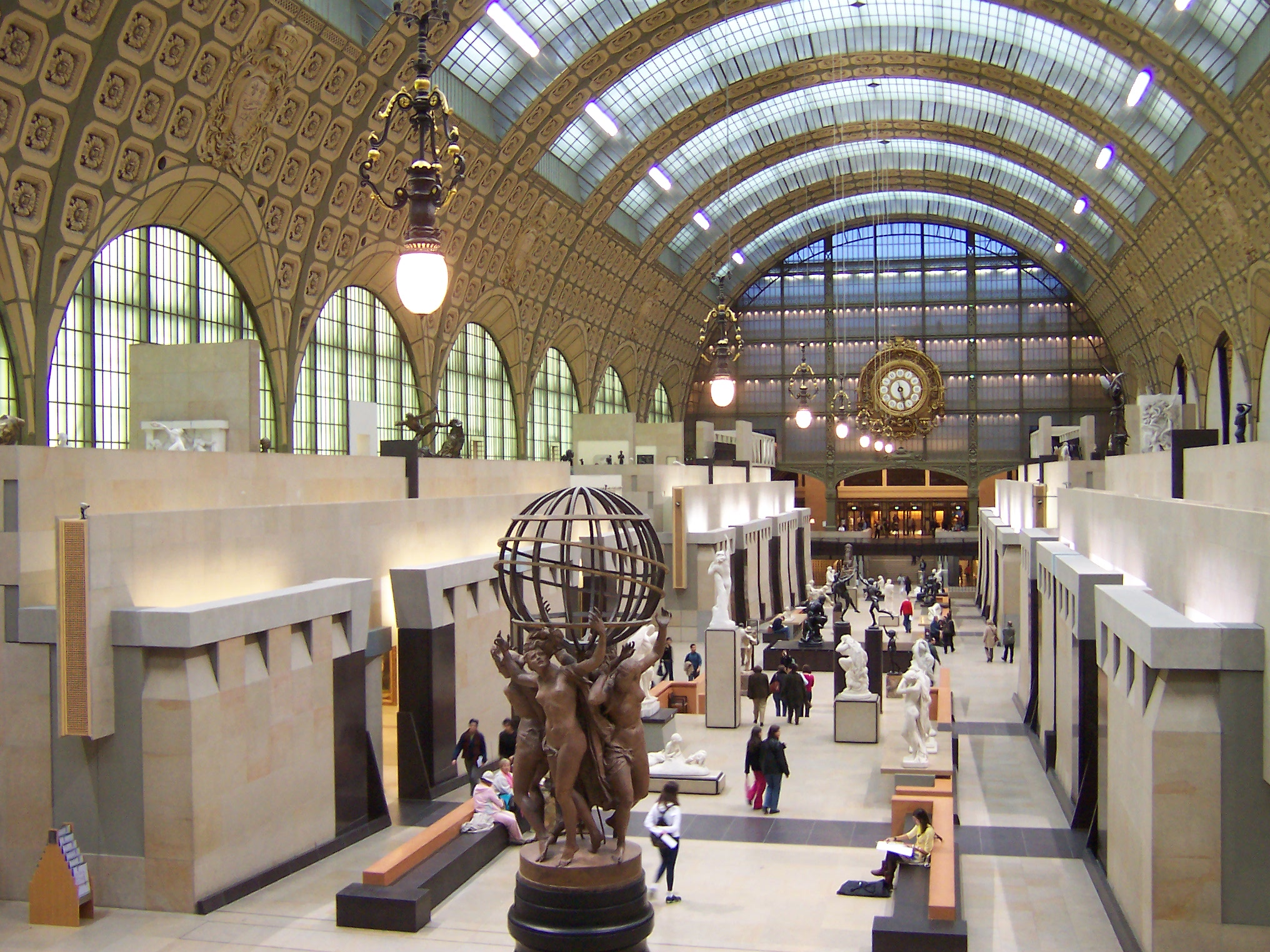
Einbauten von Gae Aulenti in der Bahnhofshalle des Gare d’Orsay

Die außerordentlich vielseitige Künstlerin entwarf Bühnenbilder (vor allem für den Regisseur Luca Ronconi, der sie zu dieser Arbeit animiert hat), Möbel und Einrichtungsgegenstände, Gärten, Wohnbauten, Hotels, Schulen und Geschäftshäuser. In den 1980er Jahren wurde sie international bekannt. Von 1980 bis 1986 leitete sie den Umbau des Pariser Gare d’Orsay zu einem Museum. 1987 zeichnete der französische Präsident François Mitterrand sie für diese Leistung zum Chevalier de la Légion d’Honneur (Ritter der Ehrenlegion) aus. 1982 bis 1985 gestaltete sie das Museum für moderne Kunst im Centre Georges Pompidou neu. In den Jahren 1985 und 1986 war sie am Umbau des Palazzo Grassi in Venedig für Museumszwecke beteiligt.

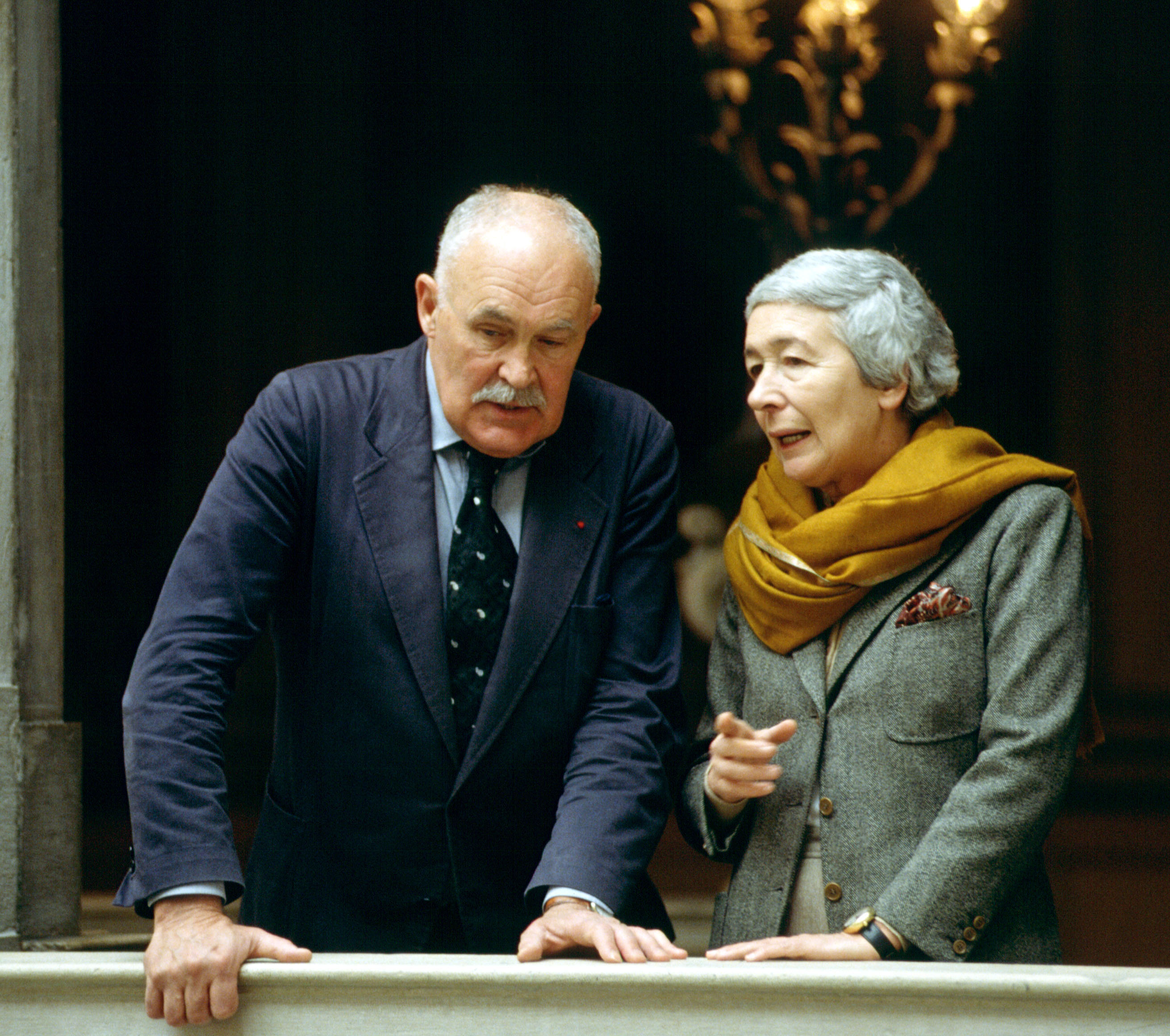
Gae Aulenti und Pontus Hultén im Palazzo Grassi, Venedig 1986

In den Jahren 1985 bis 1992 leitete Gae Aulenti den Umbau des Palacio Nacional de Montjuic in Barcelona zum Museu Nacional d’Art de Catalunya. Für Carlo Caracciolo di Castagneto restaurierte sie die Burg von Torrecchia Vecchia. 1989 wurde sie Ehrenmitglied des Bundes Deutscher Architekten BDA und 1991 erhielt sie für ihre Leistungen auf dem Gebiet der Architektur das Praemium Imperiale des japanischen Kaiserhauses.
Über ihre Arbeit und das Fehlen einer einheitlichen Stilrichtung darin bemerkte sie: „Weil Stil ein Fehler ist. Ich kann nicht überall mit ein und derselben Handschrift arbeiten. Denn es ist der Ort, der die Art und Weise vorgibt, wie etwas zu gestalten ist. Stil bedeutet die Wiederholung einer immer gleichen Idee und von immer gleichen Details. Das hat mich nie interessiert.“ Die Redaktion Schöner wohnen schrieb über sie: „Gae Aulentis Entwicklung ist eine Emanzipationsgeschichte der gestalterischen Art; für das Recht des Entwerfers auf Individualität, frei von Dogmen und Ismen, kämpft sie mit Witz und Intellektualität.“

## Werke (Auswahl)
- 1964 Italienischer Pavillon auf der 13. Architektur-Triennale in Mailand
- 1973–1974 Haus Via Fiori Oscuri 3, Mailand[4]
- 1973–1974 Studio Gae Aulenti, Piazza San Marco 4, Mailand[5]
- 1980–1986 Umbau des Gare d’Orsay, Museum, Paris
- 1982–1985 Umgestaltung des Museums für moderne Kunst im Centre Georges Pompidou
- 1985/1986 Umbau des Palazzo Grassi
- 1985–1992 Umbau des Palacio Nacional de Montjuic, Barcelona zum Museu Nacional d’Art de Catalunya
- 1998–2000 Piazzale Cadorna und neue Ferrovie Nord-Fassade, Piazzale Luigi Cadorna, Mailand, Gae Aulenti mit Marco Buffoni, Massimo Cazzaniga, Carlo Lamperti, Giuseppe Villoresi, Renato Vitaliani[6]
- 2006–2009 Stadtbibliothek und Kulturzentrum Tilane, Piazza della Divina Commedia 3, Paderno Dugnano, Mailand[7]

## Möbel- und Leuchtendesign (Auswahl)
- 1952 Sgarsul, Schaukel-Sessel, Hersteller Poltronova[8]
- 1964 April, Armlehnenstuhl, Hersteller Zanotta[8]
- 1965 Jumbo Table, Marmortisch, Hersteller Knoll International[8]
- 1967 Pipistrello, Tischlampe, Hersteller Martinelli Luce[8]
- 1980 Glastisch mit Rädern, Hersteller Fontana Arte[8]

## Literatur

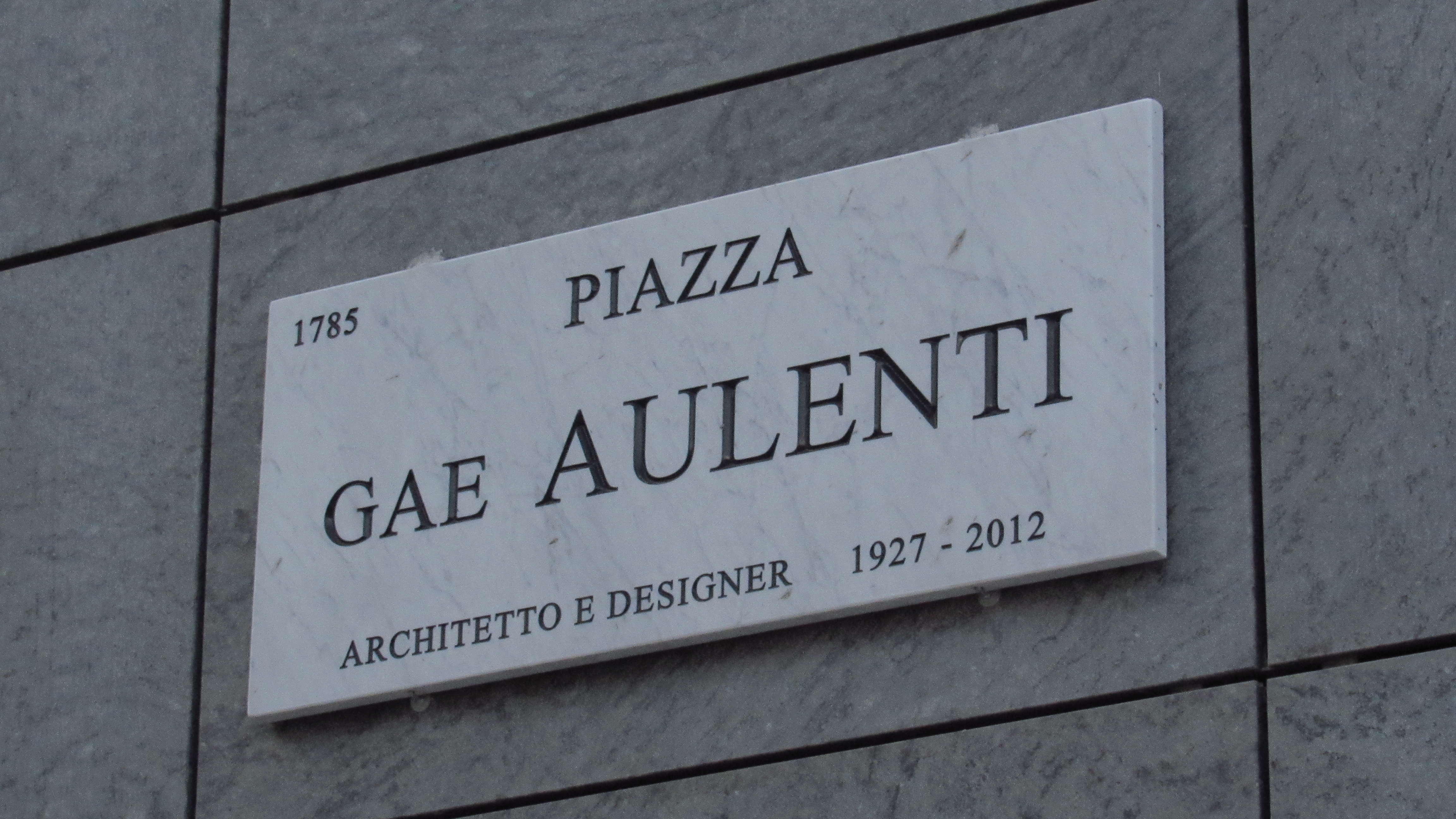
Gedenkschild Gae Aulenti, Mailand